# قاچاق کرم

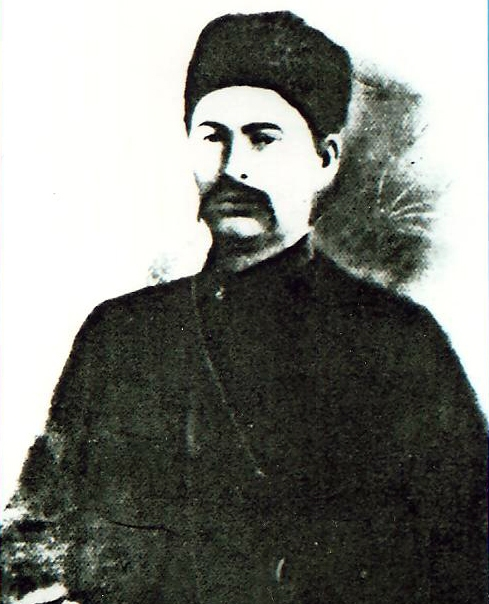
تصویری از قاچاق کَرَم

کَرَم یا کَرَم خان یا کَرَم بیک، معروف به قاچاق کَرَم یا کَرَمِ راهزن (زاده: ۱۲۷۶ هجری قمری در قفقاز، درگذشت: ۱۳۱۹ هجری قمری در تهران)، از راهزنان و یاغیان پرآوازهٔ قفقاز که در دوران سلطنت ناصرالدین‌شاه قاجار، به دربار ایران پناهنده شد و با سکونت در تهران، در برخی وقایع تاریخ قاجاریان، ایفای نقش نمود.
از دوران راهزنی و یاغی‌گری او در قفقاز، روایات و افسانه‌های بسیار باقی‌مانده که هنوز هم در فرهنگ و فولکلور این سرزمین نقل می‌شوند.

## سال‌های نخست زندگی
کَرَم بیک در حدود سال ۱۲۷۶ قمری در آبادی قراخ کسمه، از ایالت گنجه واقع در قفقاز به دنیا آمد. تمامی ساکنان قریهٔ قراخ کسمه از جمله کرم و خانوادهاش، شیعه مذهب بودند. پدرش اسکندر و پدر پدرش زال نام داشت و به همین دلیل هم بعدها اعقاب و بستگان و نواده‌های کرم در ایران، نام خانوادگی زالتاش را برای خود انتخاب کردند. کرم بیک که از همان نوجوانی و جوانی، فردی هیکلمند، بلندقد و بسیار قُلدُر و قوی و زورمند محسوب می‌شد، در اوایل کار خویش از رعایای کربلائی اوف، از ملاکین قراخ کسمه بود، اما به‌واسطهٔ نزاعی که بین اهالی روی داد، کرم بیک، یکی از اقوام ارباب خود، کربلائی اوف را کشت و برای این‌که مورد خشم ارباب قرار نگیرد و دستگیر نشود، ناگزیر از محل و مسکن خود فرار کرد و سر به کوه و بیابان گذاشت و دزدی و راهزنی و یاغی‌گری پیشه کرد.

## علت یاغی‌گری
جز به قتل رسانیدن خویشاوند ارباب کربلائی اوف در جریان نزاع اهالی قراخ کسمه، طور دیگری هم سبب یاغی‌گری کرم را نوشته‌اند و آن این است که:
اسرافیل نام کربلائی اوف، که از جمله ارباب و اعیان قراخ کسمه بوده، اسکندر، پدرِ کرم را می‌کُشد و کرم در سن بیست سالگی برای انتقام‌جویی و جبران خون پدر خویش، برای کُشتن اسرافیل قیام می‌کند که این کار سرانجام به یاغی‌گری او، منتهی می‌شود. وی بعدها چند نفر مسلح و هم‌عقیده با خود را پیدا کرده و به اتفاق آن‌ها مشغول به راهزنی و یاغی‌گری می‌گردد.
از این تاریخ به بعد، وی در میان اهالی قفقاز به قاچاق کرم، به معنای کَرَمِ فراری معروف شد و برای سال‌ها به کار راهزنی و یاغی‌گری و آدم‌کشی در کوه‌ها و جاده‌های قفقاز پرداخت. طوری‌که در این زمینه به شهرت بسیار رسید و در مورد او، دهان به دهان افسانه‌های بسیاری نقل می‌شد که نه فقط در سرتاسر قفقاز، بلکه در ایران نیز شنیده می‌شدند.

## عیاری در عین راهزنی
قاچاق کرم از جمله دزدان عیار بود و در عالم راهزنی جوانمردی‌هایی نیز از خود بروز می‌داد. از جمله می‌گویند که در جریان ییلاق و قشلاق‌های هرسالهٔ اهالی گنجه، روزی قاچاق کرم به آن‌ها می‌رسد. مسافران از ترس این‌که مبادا اموال آنان به یغما رود، اشیاء قیمتی خودشان را به زنان خود می‌دهند که آن‌ها را در زیر چادرهای خود پنهان نمایند. کرم [و همراهانش] از دور عمل آنان را مشاهده می‌نماید و فوراً به افراد خود، مؤکداً سفارش می‌کند، موقعی که به جمعیت کوچ‌کنندگان رسیدید، مبادا زن‌ها را بگردید، زیرا آن‌ها ناموس ما هستند و باید از هرگونه تعرضی کاملاً مصون بوده باشند. پس همراهان کرم هم، اوامرش را اطاعت کردند و با وجود اطلاع، هرگز به جست‌وجوی زنان نپرداختند.
وی که شیعهٔ معتقدی بود، در ایام راهزنی و یاغی‌گری و آدم‌کشی، سفری هم به‌طور ناشناس، به نجف و کربلا داشت و از قبور ائمهٔ شیعه زیارت به عمل آورد. در ضمن بالاترین قسم او هم در تمام عمرش، قسم به علی بوده‌است.

## پناه بردن به شاه ایران
ناصرالدین‌شاه در سفرنامهٔ سفر سوم خود به فرنگ آورده‌است در ابتدای ورود به قفقاز، برادر کرم خودش را به پای شاه انداخته و درخواست پناهندگی برادرش را می‌دهد، ناصرالدین‌شاه در دیدار با تزار این مسئله را طرح می‌کند و تزار موافقت می‌کند.
کرم بیک یا کرم خان یا بنا به گفتهٔ اهالی قفقاز، قاچاق کرم، در محرم سال ۱۳۰۷ هجری قمری، هنگامی‌که ناصرالدین‌شاه قاجار از سفر سوم خودش به اروپا بازمی‌گشت، در حوالی مرز ایران و قفقاز و در کنار رود ارس، خود را به اردوی شاه رساند و از وی درخواست پناهندگی کرد.
در این مورد مهدی بامداد نوشته‌است:
هنگامی که ناصرالدین‌شاه [در کنار اردوی همراهانش] از رود ارس گذشته و به خاک ایران وارد می‌شود، می‌بیند که از دور یک نفر که شبیه افسران قزاق لباس پوشیده، همراه با چند نفر سوار به نزد او می‌آیند. شاه از آمدن آنان در این موقع خیلی تعجب می‌کند. پس از نزدیک شدن، کرم از اسب پیاده شده [به شاه تعظیم و کرنشی می‌نماید] و خود را معرفی می‌کند و می‌گوید: «من، کَرَم هستم و آمدم که به شما پناه بیاورم.» شاه چون از سابقهٔ احوال کَرَم تا حدودی آگاه بوده، با قدری تفکر با درخواست او موافقت می‌کند و کرم‌بیک را با خود به تهران می‌آورد.
پس از آن، دولت روسیهٔ تزاری هم که کرم، به‌عنوان یکی از اهالی قفقاز، تبعهٔ آن بوده، با پناهندگی وی به ایران، مشروط به این‌که کرم برای همیشه در ایران بماند و هرگز به قفقاز برنگردد، موافقت می‌کند و بدین ترتیب کرم با اردوی شاهی به دارالخلافه بازمی‌گردد و ساکن تهران می‌شود.

## ورود به دستگاه امین‌السلطان
پس از ورود کرم خان به تهران و گذشت چند ماه، وی در دستگاه میرزا علی‌اصغر خان امین السلطان، وزیر اعظم وقت، وارد خدمت شد و محافظ خصوصی وی گردید.
علت این‌که کرم خان در دستگاه وزیر اعظم، امین‌السلطان وارد شد، این بود که ناصرالدین‌شاه پس از ورود به تهران کرم را جزو تفنگداران خاص خود نمود و چون میرزا احمدخان علاءالدوله و مهدی‌قلی‌خان مجدالدوله که در سفر و حضر همیشه با ناصرالدین‌شاه بودند، نسبت به کرم تحکماتی می‌نمودند و کرم خان هم از آنان چندان اطاعت نمی‌کرد و به قول مهدی بامداد، سه نفر قُلدُر با هم نمی‌ساختند، به همین جهت، ناصرالدین‌شاه صلاح در این دید که کرم را به امین‌السلطان بسپارد.
بدین ترتیب، کرم خان به جمع افراد دستگاه امین‌السلطان پیوست. امین‌السلطان نیز نسبت به وی توجهی ویژه داشت و حتی برای آوردن برادران و خانوادهٔ کرم خان از قفقاز به تهران، مساعدت بسیار کرد.

## پیوستن خانواده و برادرانش در تهران به او
کرم خان در قفقاز دارای پنج برادر صلبی بود. بدین معنی که اسکندر، پدر کرم خان، دو همسر داشت که کرم خان از یک همسر او و پنج برادر دیگر او، از همسر دیگر پدرش، متولد شده بودند. این پنج برادر و از جمله حمید خان، که او نیز همچون کرم خان مردی بلندقد، بسیار زورمند و قلدر بود، همگی کم و بیش در قفقاز به اما بعد از پناهنده شدن کرم به ناصرالدین‌شاه و سکونت وی در تهران، به تدریج پنج برادر صلبی دیگر او، به اسامی: اسد خان، حمید خان، مجید خان، مدد خان و اسکندرخان نیز، به ایران آمدند و در تهران سکونت اختیار کردند.
بر اساس نوشتهٔ مهدی بامداد، آمدن برادران کرم خان به ایران، به این نحو صورت گرفت که ابتدا، حمید خان، اسد خان و مجید خان، [در فاصلهٔ سال‌های ۱۳۰۷ تا ۱۳۱۷ هجری قمری] متعاقب یکدیگر به ایران آمدند و بعد در ذیحجهٔ ۱۳۱۷ هجری قمری، هنگامی‌که میرزاعلی‌اصغر خان امین‌السلطان صدراعظم [این بار صدراعظم مظفرالدین‌شاه]، به همراه مظفرالدین‌شاه به اروپا رفت، چون کرم خان در این زمان در دستگاه امین‌السلطان مشغول به خدمت و طرف توجه وی بود، بنابراین به درخواست کرم خان، در موقع عبور از قفقاز، از حکمران قفقاز خواهش نمود که به بستگان و برادران کرم خان اجازه داده شود که به ایران بیایند. حکمران قفقاز هم با این خواسته موافقت کرد و به این ترتیب دو برادر [باقی‌ماندهٔ او]، با خانوادهٔ خود و خانوادهٔ سایر برادران به ایران مهاجرت کردند.
نوشته‌اند که اسکندر خان، برادر کوچک کرم خان، تنها هنگامی تن به مهاجرت به ایران داد که اسرافیل، قاتل پدر خود را کشت. [هرچند که قتل اسرافیل، گاهی به خود کرم خان نسبت داده شده‌است]. اسکندر خان، آخرین فرد از خانوادهٔ کرم خان بود که به ایران مهاجرت کرد و نزد برادر بزرگ خود، کرم خان آمد.

### محافظت شخصی امین‌السلطان
کرم خان و پس از او برادرانش، در تهران به عنوان جان‌نثاران و محافظان شخصی امین‌السلطان خدمت می‌کردند و این وضع، تا زمانی‌که امین‌السلطان زنده بود، ادامه داشت.
در این میان، شخص کرم خان، جایگاه ویژه‌ای در میان حفاظت‌کنندگان امین‌السلطان داشت، طوری‌که هر وقت که امین‌السلطان از خانهٔ خود خارج و سوار کالسکه می‌شد، کرم خان سوار بر اسب، پشت کالسکه و حاج علی‌قلی‌خان سردار اسعد، پهلوی کالسکه و جعفرقلی‌خان سردار اسعد سوم، در جلوی کالسکهٔ امین‌السلطان سواره می‌رفتند.
در سال ۱۳۱۳ هجری قمری که ناصرالدین‌شاه کشته شد و امین‌السلطان صدراعظم برای انتظامات امور مملکتی تا ورود شاه تازه، مدت چهل روز در کاخ گلستان توقف داشت، حفاظت‌کنندگان او عبارت بودند از: علی‌قلی‌خان سردار اسعد و سواران بختیاری و همچنین کرم خان به اتفاق برادرانش.

## نجات جان نایب‌السلطنه
یکی از کارهای برجستهٔ کرم خان، نجات دادن کامران میرزا، نایب‌السلطنه از مرگ حتمی است که در جریان شورش اهالی تهران در جریان وقایع رژی، در سال ۱۳۰۹ هجری قمری صورت گرفته‌است.
اعتمادالسلطنه در یادداشت‌های روزانهٔ خود، ضمن شرح حوادث روز دوشنبه، ۳ جمادی‌الثانی ۱۳۰۹، به واقعهٔ مذکور اشاره می‌کند. وی می‌نویسد:
... جمعیت هجوم‌آور شده، دور ارگ را گرفته و قریب ششصد هفتصد نفر وارد ارگ می‌شوند. هرچند نایب‌السلطنه با التماس می‌خواهد مردم را ساکت کند، زن و مرد عوام، پرده‌دری نموده، بنای فحش و بدگوئی گذاشتند. یک نفر سید با شمشیر برهنه به نایب‌السلطنه حمله می‌کند، نایب‌السلطنه به طرف خانهٔ خود فرار می‌کند، این جمعیت او را تعاقب می‌نمایند. در این بین کرم بیک، قاچاق روسی معروف می‌رسد. کرامتی نموده و نایب‌السلطنه را که دیگر خسته و مانده شده بود، سوار به اسب خود می‌نماید، یک دست جلو اسب و به یک دست دیگر، طپانچه چند تیر به هوا خالی می‌کند، نایب‌السلطنه را به خانه‌اش می‌رساند.

## سرنوشت
کرم خان تا وقتی‌که به ایران پناهنده نشده بود و یاغی و مرد بیابانی بود، مشروب نمی‌خورد و دودی هم استعمال نمی‌کرد. اما پس از آمدن به تهران، معتاد به شرب خمر به حد افراط و کشیدن تریاک گردید و به‌عبارت دیگر، رنگ محیط گرفت و کاملاً هم‌رنگ جماعت شد. اعتیادی که وی در میانسالی جان خویش را بر سر آن گذاشت.
وی سرانجام در حدود سال ۱۳۱۹ هجری قمری و در ۴۳ سالگی سکته کرد و در تهران درگذشت و در آب‌انبار قاسم‌خان، خارج از دروازهٔ ری به خاک سپرده شد. میرزا علی‌اصغر خان اتابک اعظم (امین‌السلطان)، تمام هزینهٔ کفن و دفن و مجلس فاتحهٔ او را پرداخت و در ضمن، دستور داد که یک بنای چهارطاقی هم بر سر قبر او بسازند.

## سرنوشت برادران و خانواده
برادران کرم خان پس از مرگ او، همچنان در خدمت امین‌السلطان باقی ماندند و تا زمانی که امین‌السلطان زنده بود، به خدمت خویش ادامه دادند.
پس از متداول شدن نام خانوادگی در ایران، بازماندگان و بستگان کرم خان، به‌خاطر نام پدربزرگ وی (که زال نامیده می‌شد)، نام خانوادگی زالتاش گرفتند و بعدها برخی از آن‌ها با همین نام فامیلی، در عصر پهلوی به برخی مناصب مهم کشوری و لشکری رسیدند.
از جملهٔ این افراد، می‌توان به سرهنگ زالتاش اشاره کرد که در عصر رضاشاه می‌زیست و نام او در قضایای مربوط به کشف حجاب در شهرستان خوی ثبت شده‌است یا از تیمسار سرتیپ زالتاش، نام برد که در عصر محمدرضاشاه و در دوران وزارت خارجه اردشیر زاهدی، به درخواست او از ارتش شاهنشاهی به وزارت خارجه منتقل شده و مسئولیت حفاظت این وزارتخانه را بر عهده داشت، قابل ذکر هستند.
دربارهٔ قاچاق کرم و روایات و افسانه‌های مربوط به او در ایران و قفقاز، سیروس سعدوندیان، محقق و نویسندهٔ برجستهٔ ایرانی، کتابی به همین نام نوشته که در سال ۱۳۸۰ خورشیدی انتشار یافته‌است.